# Lonicera utahensis
Lonicera utahensis là một loài thực vật có hoa thuộc chi Kim ngân, được biết đến với tên gọi phổ biến như kim ngân Utah, việt quất đỏ (mặc dù không thuộc chi Việt quất), kim ngân đuôi cờ. Loài này có nguồn gốc từ vùng phía tây Bắc Mỹ, trải dài từ các bang British Columbia, Washington, Oregon tới phía đông là Alberta và Montana, phía nam băng qua dãy Rocky tới Arizona và New Mexico.

## Mô tả

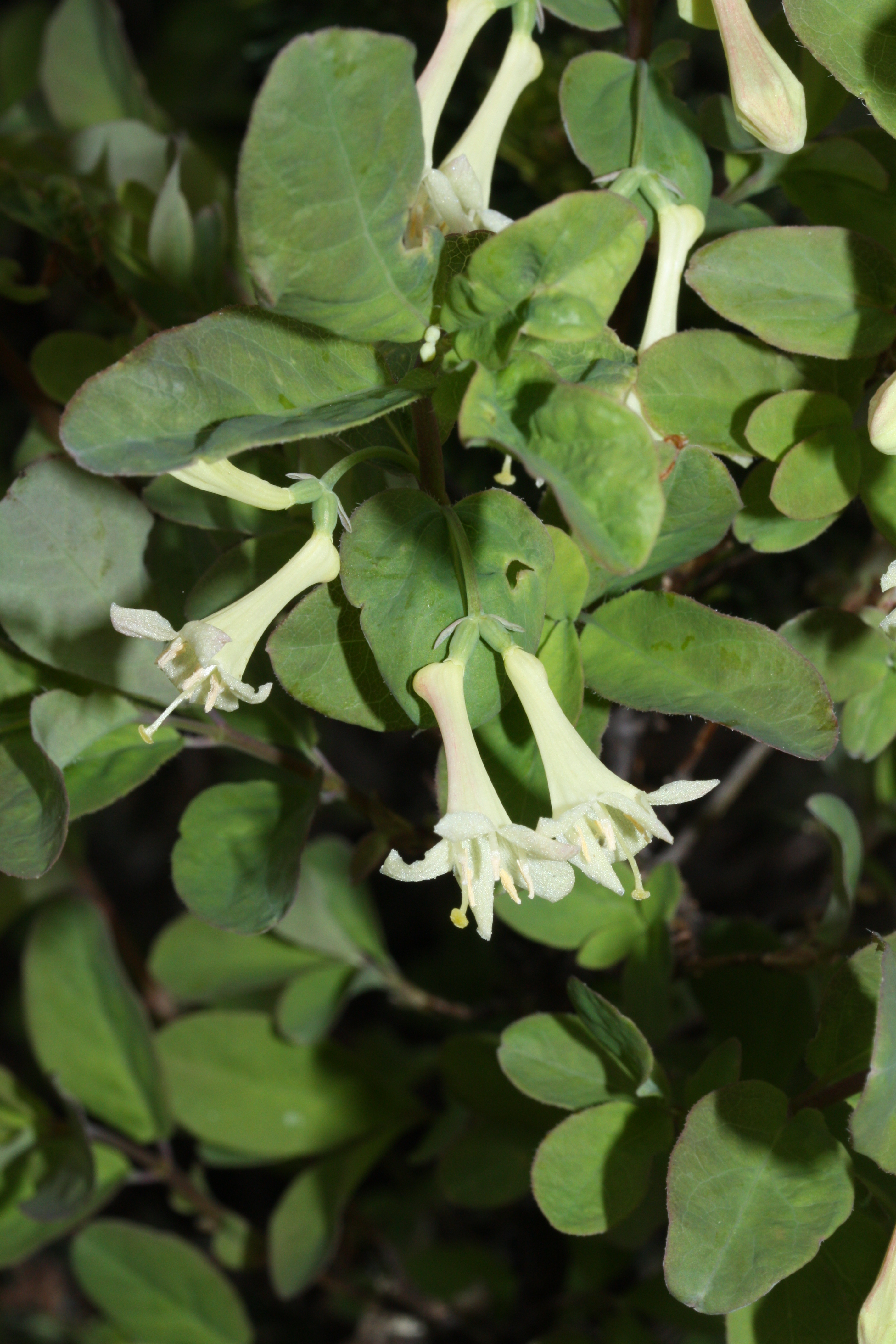
Hoa của Lonicera utahensis

L. utahensis là cây bụi rụng lá thường xanh, cao từ 1 đến 2 mét. Cành cây mảnh mai, có thể lan rộng, tạo thành các bụi. Lá mọc theo cặp, đối xứng nhau, hình trứng, dài 2 – 8 cm, rộng khoảng 4 cm; mặt trên của lá có màu xanh đậm hơn mặt dưới nhưng lại không có lông, mặt dưới thường có lông cứng, có màu xanh lá pha xám. Hoa mọc thành cặp, hình ống, cuống dài tới 15 cm, có lông, có màu trắng ngà hoặc vàng nhạt, nở từ tháng 4 đến tháng 5, các bao phấn có màu vàng trắng, dài 1 – 2 cm. Quả mọng màu đỏ tươi, đường kính gần 1 cm. Hạt được phân tán bởi động vật ăn quả của cây, có cả chim và gấu.
L. utahensis ưa đất ẩm và nơi có nhiều nắng, không thích hợp trong vùng bóng râm. L. utahensis mọc trên các sườn núi cao hoặc các khu rừng ẩm (độ cao 300 - 3400 mét nhưng phổ biến ở khoảng 1200 - 2400 mét), dưới tán các loài linh sam lớn.

## Sử dụng
Thân và cành có thể dùng làm thuốc nhuận tràng. Nhựa thân và lá được sử dụng để rửa trên vết loét và nhiễm trùng. L. utahensis cũng được trồng làm cảnh.